# Belton with Browston
Belton with Browston är en civil parish i Storbritannien.   Den ligger i grevskapet Norfolk och riksdelen England, i den sydöstra delen av landet, 170 km nordost om huvudstaden London. Antalet invånare är 4 098. Arean är 8,3 kvadratkilometer.
Terrängen i Belton with Browston är mycket platt.